# Sphaeroderus
Sphaeroderus is een geslacht van kevers uit de familie van de loopkevers (Carabidae). De wetenschappelijke naam van het geslacht is voor het eerst geldig gepubliceerd in 1831 door Dejean.

## Soorten
Het geslacht Sphaeroderus omvat de volgende soorten:
- Sphaeroderus bicarinatus (LeConte, 1853)
- Sphaeroderus canadensis Chaudoir, 1861
- Sphaeroderus indianae Blatchley, 1910
- Sphaeroderus nitidicollis Guerin-Meneville, 1829
- Sphaeroderus stenostomus Weber, 1801